# Les Monts-Ronds
Les Monts-Ronds is een fusiegemeente (commune nouvelle) in het Franse departement Doubs (regio Bourgogne-Franche-Comté). De plaats maakt deel uit van het arrondissement Besançon. Les Monts-Ronds is op 1 januari 2022 ontstaan door de fusie van de gemeenten Mérey-sous-Montrond en Villers-sous-Montrond.  